# Serhij Popow
Serhij Ołeksandrowycz Popow, ukr. Сергій Олександрович Попов, ros. Сергей Александрович Попов, Siergiej Aleksandrowicz Popow (ur. 22 kwietnia 1971 w Makiejewce) – ukraiński piłkarz, grający na pozycji obrońcy, a wcześniej pomocnika, reprezentant Ukrainy, trener piłkarski.

## Kariera piłkarska

### Kariera klubowa
Karierę piłkarską rozpoczynał jako napastnik w Nowatorze Mariupol, skąd został powołany do służby wojskowej w SKA Kijów. Po zwolnieniu z wojska występował w klubie Nywa Winnica. W końcu 1991 został zaproszony do Szachtara Donieck, barw którego bronił do 2004 roku, z wyjątkiem dwóch sezonów spędzonych w rosyjskim klubie Zenit Petersburg. W 2006 zakończył karierę piłkarską w Metałurhu Zaporoże.

### Kariera reprezentacyjna
26 czerwca 1993 debiutował w reprezentacji Ukrainy w meczu z Chorwacją, przegranym 1:3. Ogółem dla reprezentacji zagrał 54 razy, strzelił 5 goli.

## Kariera trenerska
Po zakończeniu kariery piłkarskiej otrzymał propozycję pracy w Akademii Piłkarskiej Szachtara Donieck. W 2007 prowadził Szachtar-3 Donieck, a potem do 2013 pracował na stanowisku trenera młodzieży Szachtara. Od czerwca 2015 do kwietnia 2016 pomagał trenować Metalist Charków. 18 grudnia 2015 został zaproszony do sztabu szkoleniowego juniorskiej reprezentacji Ukrainy. 22 stycznia 2019 dołączył do Zorii Ługańsk.

## Sukcesy i odznaczenia

### Sukcesy klubowe
- mistrz Ukrainy: 2002
- wicemistrz Ukrainy: 1998
- zdobywca Pucharu Ukrainy: 1995, 2001, 2002, 2004

### Sukcesy indywidualne
- wybrany do listy 33 najlepszych piłkarzy Ukrainy: 1999.

### Odznaczenia
- Order „Za zasługi” III klasy: 2011[3]